# Cortes (Surigao del Sur)
Cortes ist eine philippinische Stadtgemeinde in der Provinz Surigao del Sur. Sie hat 15.912 Einwohner (Zensus 1. August 2015) und wird im Osten von der Philippinensee begrenzt. Nachbargemeinden sind Lanuza im Westen und Tandag City im Süden.

## Baranggays
Cortes ist politisch in 13 Baranggays unterteilt.
- Balibadon
- Barobo
- Burgos
- Capandan
- Mabahin
- Madrelino
- Manlico
- Matho
- Poblacion
- Tag-Anongan
- Tigao
- Tuboran
- Uba